# ESMO
ESMO (Europeiska Sällskapet för Medicinsk Onkologi,  The European Society for Medical Oncology) är en europaomspännande organisation för professionella inom det onkologiska fältet i Europa. Medlemmar är mer än 25 000 som arbetar inom onkologi i mer än 160 länder (det finns också utomeuropeiska medlemmar).
ESMO tar upp frågor som berör medlemmarna som yrkesverksamma inom området och också sådana som berör det onkologiska området som helhet. Målet är att stödja den medicinska onkologins intressen, arrangera vidareutbildning för personer verksamma inom området och att sprida kunskap inom området. Därvid vill ESMO understödja samverkan mellan olika yrkesgrupper inom onkologin med målet att förebygga cancer och att ge bästa möjliga behandling av alla cancerpatienter.
För att nå detta mål arbetar ESMO med:
- att förbättra kvaliteten i förebyggande, diagnos, behandling och uppföljning av cancerpatienter,
- att förbättra onkologins vetenskapliga grund, utövningen av onkologi och dess anseende,
- att vidareutbilda yrkesverksamma inom behandling och forskning inom onkologin,
- att stöda grundutbildning för olika personalgrupper inom onkologin,
- att sprida kunskap om onkologiska frågor till patienter och allmänhet,
- att verka för att alla cancerpatienter skall ha lika rätt till bästa vården,
- att uppehålla kontakt med andra organisationer, universitet, patientgrupper, myndigheter och, där det är lämpligt, med den farmaceutiska industrin.

Medlen för att uppnå dessa mål är bland annat 
- att arrangera kurser för vidareutbildning inom onkologi
- att kongresser (vartannat år)
- att sammankalla arbetsgrupper för samordning av forskning och för sammanställande av rekommendationer för behandling av olika typer av cancer samt
- att publicera den vetenskapliga facktidskriften Annals of Oncology.

ESMO:s kongresser är stora evenemang, med stort intresse inte bara inom professionen utan också från media och allmänheten. Vid kongresserna ordnas utställningar för företag inom området, vilket bidrar till finansieringen av organisationens verksamhet.
ESMO har sitt huvudkvarter i Lugano i Schweiz. Organisationen stöds av en ideell stiftelse, "ESMO Foundation", till vilken privata och offentliga organisationer samt enskilda kan bidra.